# Билли-Митчелл
Билли-Митчелл , Билли Митчелл (англ. Billy Mitchell) — вулкан, расположен на острове Бугенвиль, входящий в состав одноимённой провинции, в Папуа — Новая Гвинея.
Билли-Митчелл — стратовулкан, высотой 1544 метра. Находится северо-восточнее вулкана Багана. Сложен преимущественно андезитами и дацитами. Состоит из крутых и обрывистых кальдер с видом на одноимённое озеро в кратере вулкана. Диаметр кратера составляет 2,4 километра, площадь возникшего в нём озера примерно 3 км² и глубиной 90 метров. Озеро частично питает реку Текан. Характер извержения в историческое время имел взрывной характер. Известны 2 извержения. Первое произошло в 1030 году и было похоже на извержение вулкана Байтоуша́нь, произошедшего в X веке. Эти извержения были настолько мощными по силе, что, возможно, даже повлияли временно на климат в своих регионах. Второе и последнее извержение произошло в 1580 году. Тогда произошёл мощный взрыв с большим выбросом тефры. Игнимбриты того извержения покрыли территорию в радиусе 20 километров к востоку от вулкана. Данное извержение образовало кальдеру на вершине вулкана.
Склоны вулкана покрыты тропическим лесом, ближе к вершине присутствует травяной покров.